# Róg (Pozezdrze)
Róg (deutsch Roggen) ist ein kleiner Ort in der polnischen Woiwodschaft Ermland-Masuren. Es handelt sich um einen Wohnplatz in der Ortschaft Harsz („przysiółek wsi Harsz“, Haarszen, 1936 bis 1945 Haarschen) innerhalb der Landgemeinde Pozezdrze (Possessern, 1938 bis 1945 Großgarten) im Powiat Węgorzewski (Kreis Angerburg).

## Geographische Lage
Róg liegt im Nordosten der Woiwodschaft Ermland-Masuren am Westufer des Jezioro Mały Harsz (Kleiner Haarschen See), sechs Kilometer südlich der Kreisstadt Węgorzewo (Angerburg).

## Geschichte
Der seinerzeit Roggen genannte Ort wurde als Kleinsiedlung von acht Hufen als Uferdorf gegründet und erstmals im Jahre 1570 erwähnt. Damals hatten sich die beiden einzigen Siedler beim Fürsten über ihr erhöhtes Handscharwerk beschwert. Im Jahre 1598 werden fünf Bauern und ein Gärtner im Ort genannt.
Das Dorf Roggen bestand vor 1945 aus lediglich ein paar Höfen. Im Jahre 1874 wurde das Dorf in den neu errichteten Amtsbezirk Haarszen integriert, der – zwischen 1936 und 1945 in „Amtsbezirk Haarschen“ umbenannt – bis 1945 bestand und zum Kreis Angerburg im Regierungsbezirk Gumbinnen der preußischen Provinz Ostpreußen gehörte. Im Jahre 1910 zählte Roggen 37 Einwohner.
Am 30. September 1928 gab Roggen seine Eigenständigkeit auf und schloss sich mit Haarszen und dem Gutsbezirk Numeiten (polnisch Okowizna) zur neuen Landgemeinde zusammen. 1936 änderte man die Ortsnamensschreibweise von Haarszen in „Haarschen“.
In Kriegsfolge kam das Dorf 1945 mit dem südlichen Ostpreußen zu Polen und trägt seither die polnische Ortsbezeichnung „Róg“. Heute ist es ein Wohnplatz der Ortschaft Harsz im Verbund der Landgemeinde Pozezdrze (Possessern, 1938 bis 1945 Großgarten) im Powiat Węgorzewski (Kreis Angerburg).

## Kirche
Kirchlich war Roggen bis 1945 in die evangelische Kirche Possessern bzw. in die katholische Kirche Zum Guten Hirten Angerburg eingepfarrt.
Heute gehört der kleine Ort zur katholischen Pfarrei in Possessern und zur evangelischen Pfarrei in Giżycko (Lötzen), die in Possessern eine Predigtstelle unterhält.

## Verkehr
Verkehrstechnisch liegt Róg abseits und ist nur über eine Landwegverbindung von Okowizna (Numeiten) zu erreichen. Eine Bahnanbindung existiert nicht.